# Bomareasläktet
Bomareasläktet (Bomarea) är ett växtsläkte i familjen alströmeriaväxter från Sydamerika. Det förekommer omkring 110 arter i Mellan- och Sydamerika. De flesta arterna finns i Anderna. Några av Bomareasläktets arter odlas tillfälligt som krukväxter i Sverige.
Bomareasläktet är fleråriga örter, vanligen med underjordiska knölar. Några arter växer upprätt, men de flesta är klättrande växter. Bladen är enkla, strödda med korta bladskaft som vrider sig så att bladundersidan vänds uppåt. Blomställningen kan bestå av en ensam blomma, men den är vanligen flocklik med många blommor samlade. Blommorna är vanligen trattlika och består av två kransar med tre hylleblad vardera. De inre är tunnare, ofta längre och mer färgade än de inre. 

## Bildgalleri

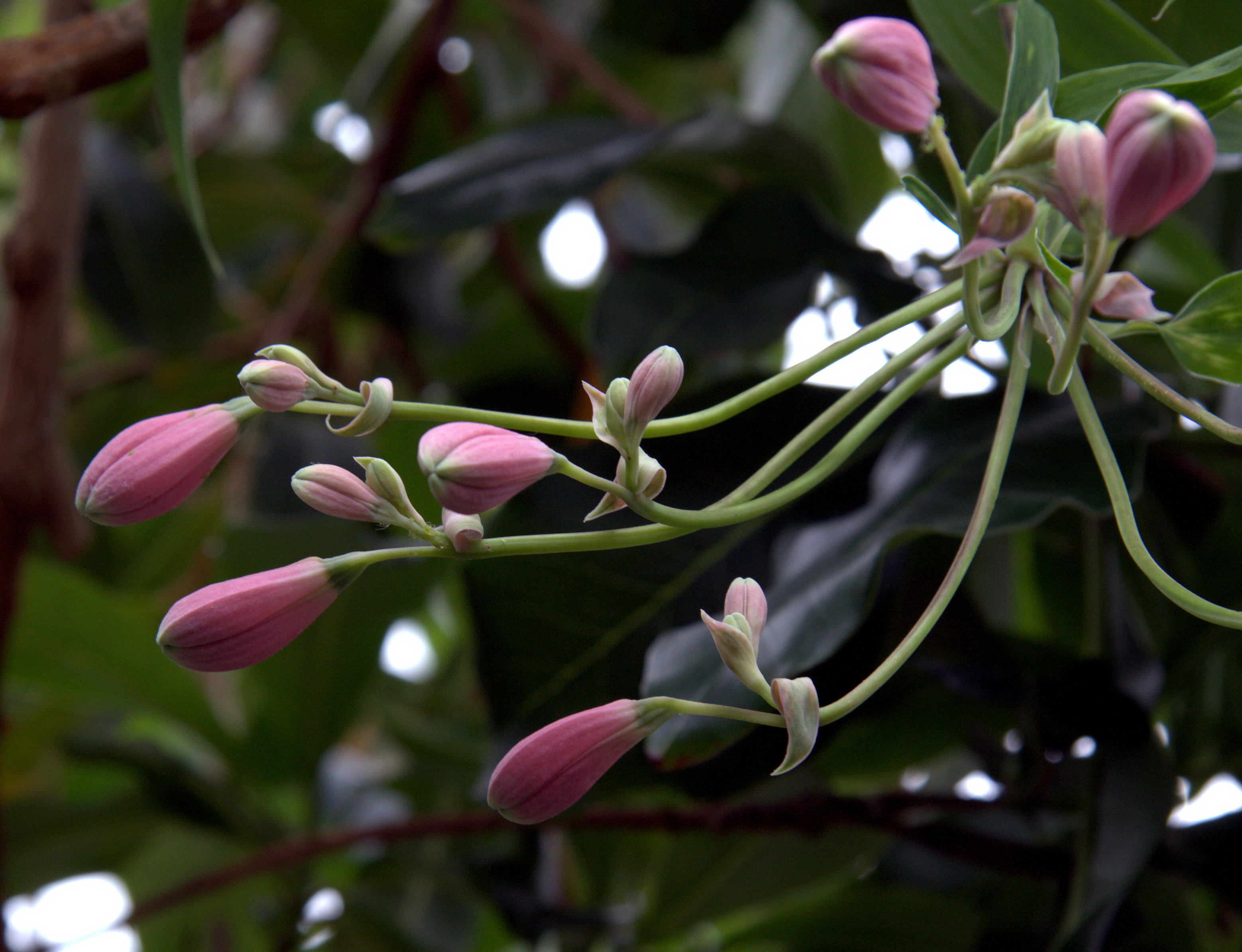
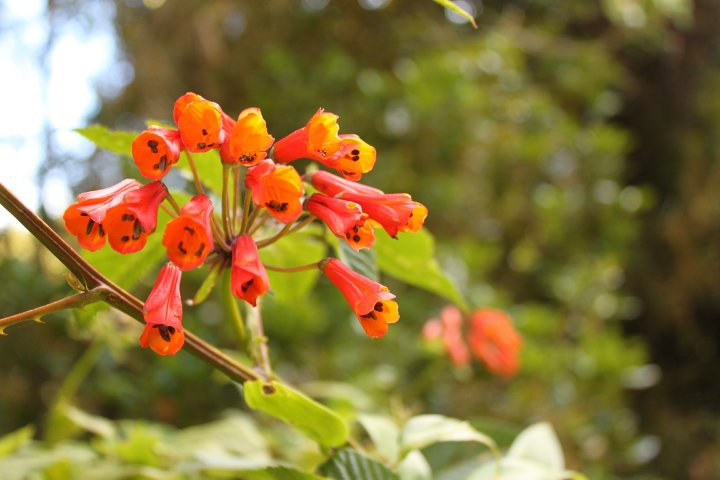
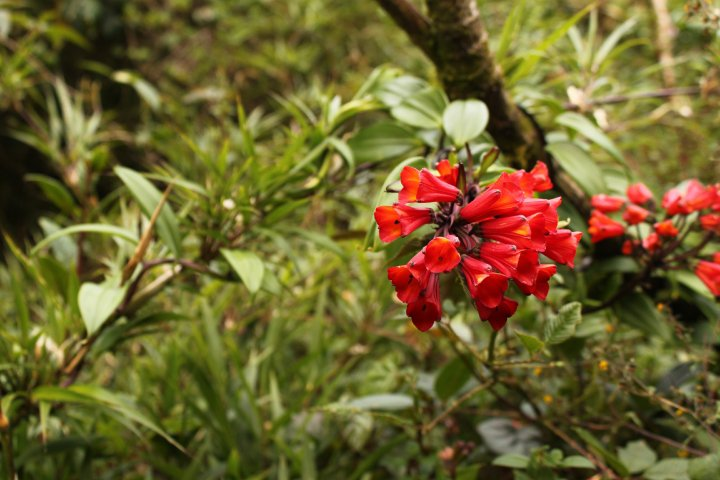
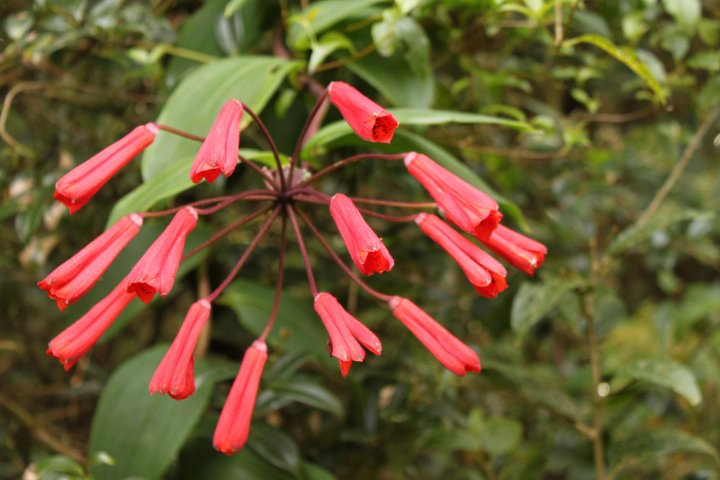
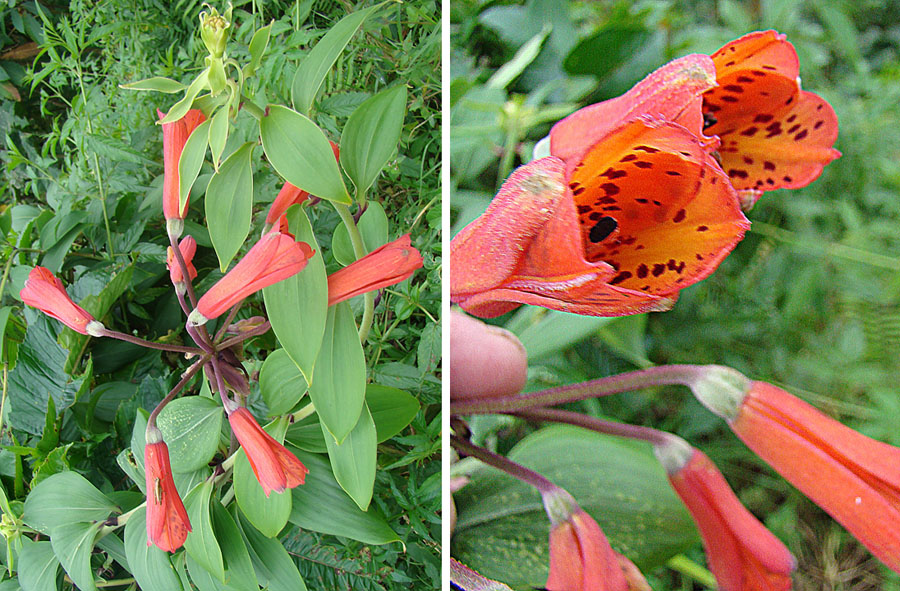
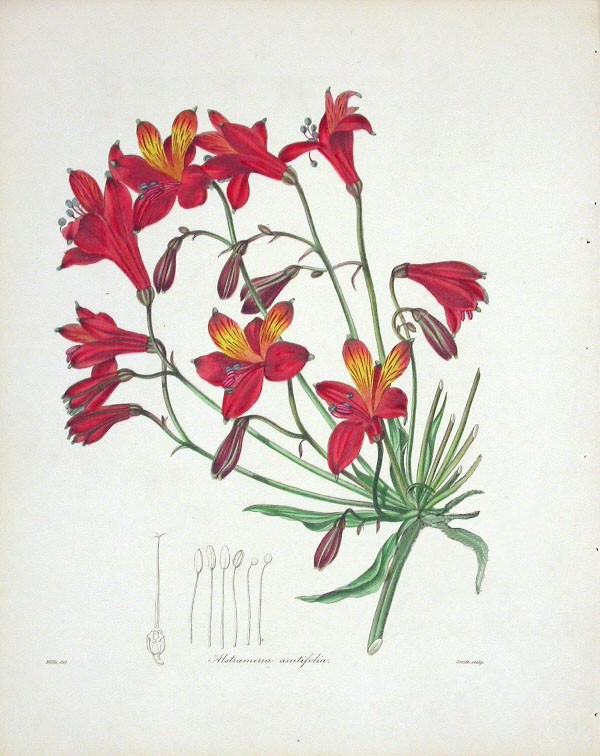

## Dottertaxa tillBomarea, i alfabetisk ordning[1]
- Bomarea acutifolia
- Bomarea albimontana
- Bomarea alstroemerioides
- Bomarea amazonica
- Bomarea amilcariana
- Bomarea ampayesana
- Bomarea anceps
- Bomarea andimarcana
- Bomarea andreana
- Bomarea angulata
- Bomarea angustissima
- Bomarea aurantiaca
- Bomarea boliviensis
- Bomarea brachysepala
- Bomarea bracteata
- Bomarea bracteolata
- Bomarea bredemeyeriana
- Bomarea brevis
- Bomarea callejasiana
- Bomarea campanularia
- Bomarea campylophylla
- Bomarea carderi
- Bomarea caucana
- Bomarea caudata
- Bomarea caudatisepala
- Bomarea ceratophora
- Bomarea chaparensis
- Bomarea chimboracensis
- Bomarea chiriquina
- Bomarea coccinea
- Bomarea colombiana
- Bomarea cordifolia
- Bomarea cornigera
- Bomarea cornuta
- Bomarea costaricensis
- Bomarea crassifolia
- Bomarea crinita
- Bomarea crocea
- Bomarea densiflora
- Bomarea denticulata
- Bomarea diffracta
- Bomarea dispar
- Bomarea dissitifolia
- Bomarea distichifolia
- Bomarea dolichocarpa
- Bomarea dulcis
- Bomarea edulis
- Bomarea endotrachys
- Bomarea engleriana
- Bomarea euryantha
- Bomarea euryphylla
- Bomarea evecta
- Bomarea ferreyrae
- Bomarea foertheriana
- Bomarea formosissima
- Bomarea glaucescens
- Bomarea goniocaulon
- Bomarea graminifolia
- Bomarea hartwegii
- Bomarea herbertiana
- Bomarea herrerae
- Bomarea hieronymi
- Bomarea hirsuta
- Bomarea huanuco
- Bomarea inaequalis
- Bomarea involucrosa
- Bomarea kraenzlinii
- Bomarea lancifolia
- Bomarea latifolia
- Bomarea libertadensis
- Bomarea linifolia
- Bomarea longipes
- Bomarea longistyla
- Bomarea lopezii
- Bomarea lutea
- Bomarea macrocephala
- Bomarea macusanii
- Bomarea moritziana
- Bomarea multiflora
- Bomarea multipes
- Bomarea nematocaulon
- Bomarea nervosa
- Bomarea nubigena
- Bomarea obovata
- Bomarea ovallei
- Bomarea ovata
- Bomarea oxytepala
- Bomarea pardina
- Bomarea parvifolia
- Bomarea patacoensis
- Bomarea patinii
- Bomarea pauciflora
- Bomarea perglabra
- Bomarea peruviana
- Bomarea porrecta
- Bomarea pseudopurpurea
- Bomarea pudibunda
- Bomarea pumila
- Bomarea puracensis
- Bomarea purpurea
- Bomarea rosea
- Bomarea salicifolia
- Bomarea salsilla
- Bomarea secundifolia
- Bomarea setacea
- Bomarea shuttleworthii
- Bomarea speciosa
- Bomarea spissiflora
- Bomarea stans
- Bomarea suberecta
- Bomarea superba
- Bomarea tarmensis
- Bomarea torta
- Bomarea tribrachiata
- Bomarea trichophylla
- Bomarea trimorphophylla
- Bomarea truxillensis
- Bomarea uncifolia
- Bomarea vargasii
- Bomarea weigendii
- Bomarea velascoana
- Bomarea vitellina